# Nova América (Nova Iguaçu)
Nova América é um bairro do município brasileiro de Nova Iguaçu. Está situado na Região Central deste município, e faz parte da URG Posse (Setor de Planejamento Integrado do Centro).
Localiza-se a uma latitude de  22°43'13" sul e a uma longitude de  43°26'33" oeste, estando a uma altitude de 25 metros. Sua população, 14 941 habitantes (Censo 2000), está distribuída em 1,8963 km², perfazendo assim uma densidade demográfica de 7 879,02 hab/km². Ainda segundo o Censo 2000, o número de domicílios no Parque Ambaí é 5 191 e a taxa de alfabetização é 89,78%. 

## Geografia

### Localização
Nova América apresenta-se geograficamente limitada pelos seguintes bairros: Miguel Couto, a norte; Boa Esperança, a noroeste; Itaipu (Belford Roxo) a leste; Vila Operária, a sudeste; Viga, a sul; Kennedy, a sudoeste; Carmary a oeste; e Ambaí, a noroeste.
Longitudinalmente, apresenta uma extensão máxima de 2,6 km e transversalmente 1,3 km, perfazendo uma área de 1,8963 km², que o coloca como o 40º maior de um total de 69 bairros.
Distância até o Centro em linha reta: 3,86 km.

### Delimitação
021 – BAIRRO NOVA AMÉRICA - Começa no encontro da Rua Zulmira com o Ramal Ferroviário Auxiliar da RFFSA. O limite segue pelo eixo deste ramal (no sentido Sudeste) até o Rio Botas, segue pelo leito deste, à montante, até o prolongamento da Av. Antônio Cunha, segue por esta (incluída) até a Rua Tapinhoã, segue por esta (incluída) até a Rua Carmo do Rio Claro, segue por esta (incluída) até a Rua Marechal Rondon, segue por esta (incluída) até a Estr. Luís de Lemos, segue por esta (excluída) até a Rua Lúcio Gonçalves, segue por esta (incluída) até a Rua Emílio de Menezes, segue por esta (excluída) até a Rua Cel. Nilo Theodoro, segue por esta (incluída) até a Rua Anhandeí, segue por esta (incluída) até a Rua Piracanjuba, segue por esta (incluída) até a Rua Zulmira, segue por esta (incluída) até o ponto inicial desta descrição.

### Hidrografia
O rio principal de Nova América é o Rio Botas, que faz a divisa natural com a Viga. Há alguns córregos poluídos que drenam o esgoto do bairro e deságuam ora no Rio Carmary, ora no Rio Botas.

## Educação
Nova América conta com um CIEP: O 196 (São Teodoro).

## Carnaval
Nova América conta com uma escola de samba: O Independente de Nova América.

## Estabelecimentos Comerciais
Seguindo o eixo da Estrada Luiz de Lemos, Nova América possui um comércio bem diversificado. Há padarias, farmácias, mercados, açougues, hortifrutis, loja de informática, barbearias, salão de beleza, lojas de material de construção, bares, lojas de animais, lan houses etc. 